# Taiporoporo / Charles Sound
Der Taiporoporo / Charles Sound ist ein als Fjord zu bezeichnender Meeresarm auf der Südinsel von Neuseeland.

## Geographie
Der rund 13,9 km lange Taiporoporo / Charles Sound befindet sich rund 54 km nordwestlich von Te Anau an dem südwestlichen Teil der Westküste der Südinsel. Der Sound besitzt eine Küstenlänge von rund 52 km und ist an seiner breitesten Stelle rund 1,2 km breit. Der Eingang zum Sound misst rund 1,7 km. Auf der Hälfte seiner Länge spaltet sich der Sound in zwei Meeresarme auf, den nördlichen, als Emelius Arm bezeichnet und rund 6 km lang ist und den südlichen, der sich Gold Arm nennt und auf eine Länge von 7 km kommt. Letzterer weist an einer Engstelle zwei Inseln auf, Fanny Island und Catherine Island, wogegen der Emelius Arm an seinem Eingang die Insel Eleanor Island in der Mitte des Arms vorfindet. Der Taiporoporo / Charles Sound umfasst eine Fläche von 15,9 km² und weist eine maximale Tiefe von 221 m auf. Sein Wassereinzugsgebiet erstreckt sich über eine Fläche von 276 km². Die den Sound umgebenden Berge erheben sich bis auf über 1300 m Höhe.
Rund 6 km südwestlich befindet sich der Hinenui / Nancy Sound und rund 10 km nordöstlich der Taitetimu / Caswell Sound.

## Geologie
Der Taiporoporo / Charles Sound ist im klassischen Sinne ein Fjord, der wie alle Fjorde im Südwesten der Südinsel auch, einerseits durch Gletscherbewegungen der letzten Kaltzeit entstanden ist und andererseits durch die Überflutung des Tals durch den ansteigenden Meeresspiegel gebildet wurde. Die Bezeichnung Sound kam durch die ersten europäischen Siedler und Seefahrer, die zahlreiche Täler in der Region Fiordland als Sounds bezeichneten, eine Benennung, die eigentlich nur für die von der Seeseite her geflutete Flusstäler verwendet wird, so wie die Sounds in den Marlborough Sounds im Norden der Südinsel. Die Seefahrer, zumeist englischer oder walisischer Herkunft, kannten von ihrer Heimat her keine Fjorde und so verwendeten sie für die Meeresarme die ihnen bekannten Bezeichnungen, die später auch nicht mehr korrigiert wurden.

## Meeresschutzgebiet
Die obere Hälfte des Gold Arm wurde 2005 unter dem Namen Kahukura (Gold Arm) Marine Reserve als Meeresschutzgebiet ausgewiesen. Es umfasst eine Fläche von 464 Hektar.